# Al Bano & Romina Power
Al Bano & Romina Power è un duo musicale attivo nell'ultimo quarto del XX secolo e dal 2013, costituito dall'italiano Albano Carrisi e dalla statunitense Romina Power, sposati dal 1970 al 1999. Sono conosciuti nel mondo per vari brani di successo tra cui Sharazan, Felicità, Ci sarà,  Nostalgia canaglia, Cara terra mia e Libertà.
Nel 1984 hanno vinto il Festival di Sanremo con la canzone  Ci sarà.

## Storia
Al Bano (pseudonimo di Albano Carrisi) è nato il 20 maggio 1943, a Cellino San Marco, in una famiglia contadina. Romina Power è nata il 2 ottobre 1951 a Los Angeles (USA), figlia degli attori americani Linda Christian e Tyrone Power.

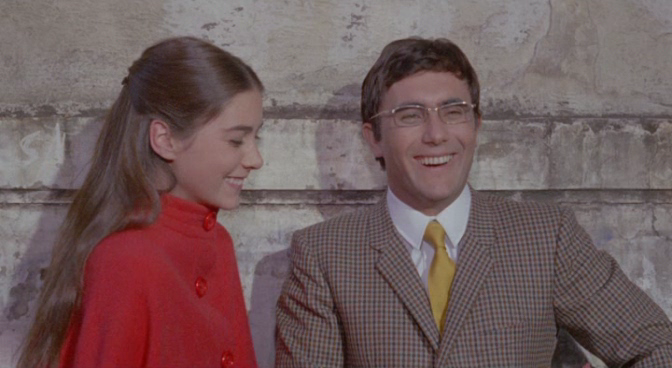
Al Bano e Romina Power sul set del film Nel sole

Albano e Romina Power si sono incontrati sul set del film Nel sole, girato sulla base della canzone dallo stesso titolo nel 1967. Tre anni dopo, il duo registrò la sua prima canzone, Storia di due innamorati, che fu la sigla di un'edizione della trasmissione radiofonica Gran varietà, nella quale furono ospiti fissi tra aprile e giugno. Il 26 luglio 1970 Al Bano e Romina si sposarono. Nello stesso anno nacque la prima figlia - Ylenia (nome completo Ylenia Maria Sole Carrisi). Tre anni dopo nacque il figlio Yari.
Il primo disco del duo, Dialogo (Atto 1), è stato pubblicato nel 1975. 
Nel 1976, rappresentarono l'Italia all'Eurovision Song Contest con la canzone We'll Live It All Again classificandosi al settimo posto, bissato nel 1980, al Yamaha International Festival di Tokyo con la canzone Amarci è. 
Il duo ottenne fama internazionale, nel novembre 1981, con la canzone Sharazan, giunta in testa alle classifiche di molti paesi non solo in Europa ma anche in America Latina. 

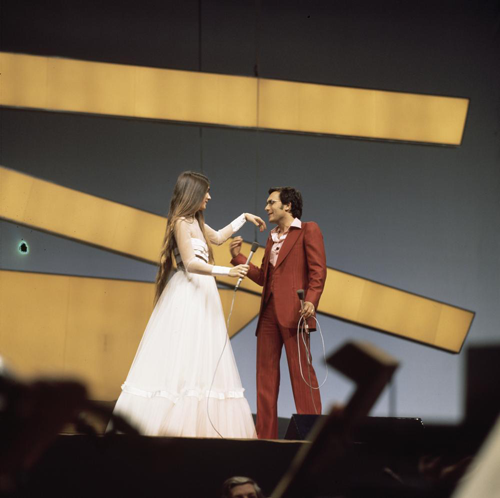
Al Bano e Romina Power all'Eurovision nel 1976

Nel 1982 parteciparono al Festival di Sanremo con il brano Felicità, ottenendo il secondo posto dopo Riccardo Fogli.
Ottennero un record assoluto nelle classifiche italiane, nel marzo 1982, con quattro canzoni in classifica.
Ulteriore successo ottennero con il singolo Felicità (1982) (Golden Globe Award ricevuto in Germania per la vendita di 6.000.000 di copie), Sempre Sempre (1986), Libertà (1987), nonché l'album Vincerai (1991) - la prima raccolta ufficiale di nuove versioni delle migliori canzoni del duo, che includeva altre canzoni famose, come: We will live it again again (1976), Sharazan (1981), Che angelo sei (1982), Tu soltanto tu (1982), Ci sarà (1984), Makassar (1987).

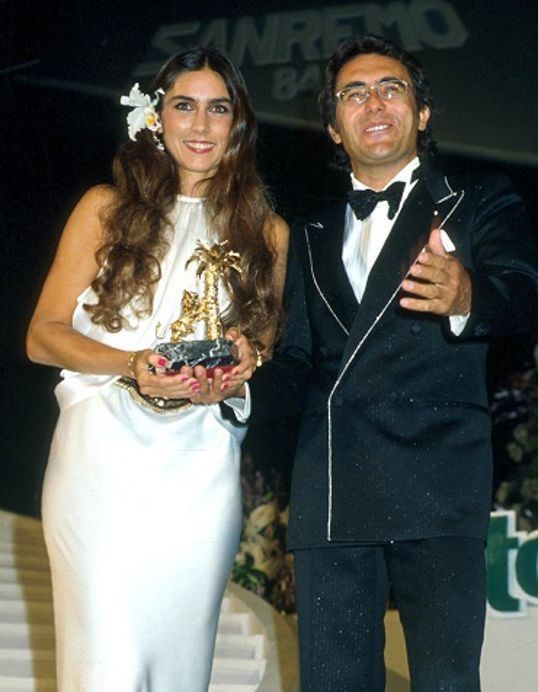
Vincitori del Festival di Sanremo 1984 - Al Bano e Romina Power

Dal 1982, tutti gli album di Al Bano e Romina Power sono stati pubblicati anche in versioni in lingua spagnola, ottenendo popolarità in Spagna e in America Latina.
Nel 1984 il duo si classificò al primo posto al Festival di Sanremo con la canzone Ci sarà. Nel mese di giugno dello stesso anno si recarono in URSS per girare il film Magic White Night a Leningrado. 
Presero nuovamente parte all'Eurovision Song Contest del 1985 con la canzone Magic, oh Magic ottenendo nuovamente il settimo posto. Sempre nel 1985 nacque la loro terza figlia: Cristel. Nel 1987 nacque la loro quarta figlia, Romina Jr. Il padre chiamò sua figlia in onore di sua moglie e sua madre - Romina Jolanda Carrisi.
Nel corso della loro carriera hanno pubblicato oltre venti album di successo e vinto ripetutamente premi al Festival di Sanremo (nel 1982, 1984, 1987, 1989).
Nel 1994, a New Orleans, la figlia maggiore Ylenia scomparve senza lasciare traccia.
Fino al 1996, vendettero 65 milioni di copie dei dischi. L'ultima performance congiunta, nell'ambito della loro discografia articolare, si ebbe nel giugno 1998.
Nel febbraio 1999, dopo tre anni dal ritorno alla carriera di solista, Al Bano si separa legalmente, dopo 29 anni di matrimonio, da Romina Power e la sentenza definitiva di divorzio è ufficializzata il 20 luglio 2012 dal tribunale di Brindisi.
Al Bano Carrisi continua la sua carriera come cantante pop e Romina Power - artista, scrittrice e regista dei suoi stessi film, si trasferisce negli Stati Uniti.
Nell'ottobre 2013, a Mosca, per la prima volta dopo 15 anni, Al Bano e Romina Power hanno tenuto tre concerti dedicati al 70º compleanno di Al Bano, con la partecipazione di pop star italiane nella Crocus Hall. Da allora, hanno ripreso a cantare insieme.
Nel 2015 si sono esibiti all'Arena di Verona, dove hanno eseguito i loro più grandi successi assieme ad altre pop star italiane. Successivamente, in Germania, è stato pubblicato l'album The very best - Live aus Verona, comprendente una nuova canzone, due canzoni da solista precedentemente pubblicate, tre remake e versioni di concerti di successo.
Nel novembre 2017 Al Bano ha annunciato che avrebbe concluso la sua carriera il 31 dicembre 2018 (cosa poi ripensata). Nello stesso mese è stata pubblicata l'ultima raccolta di canzoni del duo, Magic Reunion Live, dove sono state presentate le versioni dei migliori successi della coppia dal momento della loro riunione eseguite live in uno dei numerosi concerti fatti durante la tournée.
Il 4 febbraio 2020, sono ospiti al Festival di Sanremo 2020. In quell'occasione presentano in anteprima il singolo Raccogli l'attimo, che dà il nome al nuovo album di inediti in uscita il 7 febbraio.
Tra febbraio e aprile 2020 sono stati ospiti fissi della diciannovesima edizione di Amici di Maria De Filippi.

## Discografia

### Album
| Anno | Titolo                   | Lingua   | Versioni | Casa Discografica |
| ---- | ------------------------ | -------- | -------- | ----------------- |
| 1975 | Atto I                   | Italiano | LP       | Libra             |
| 1978 | 1978                     | Italiano | LP       | Libra             |
| 1979 | Aria pura                | Italiano | LP       | Libra             |
| 1982 | Felicità                 | Italiano | CD/MC/LP | Baby Records      |
| 1982 | Che angelo sei           | Italiano | CD/MC/LP | Baby Records      |
| 1984 | Effetto amore            | Italiano | CD/MC/LP | Baby Records      |
| 1986 | Sempre sempre            | Italiano | CD/MC/LP | WEA               |
| 1987 | Libertà!                 | Italiano | CD/MC/LP | WEA               |
| 1988 | Fragile                  | Italiano | CD/MC/LP | WEA               |
| 1990 | Fotografia di un momento | Italiano | CD/MC/LP | WEA               |
| 1991 | Corriere di Natale       | Italiano | CD/MC/LP | WEA               |
| 1993 | Notte e giorno           | Italiano | CD/MC/LP | WEA               |
| 1995 | Emozionale               | Italiano | CD       | WEA               |
| 2020 | Raccogli l'attimo        | Italiano | CD       | Sony Music        |

### Raccolte ufficiali
- 1976 - Io con te (Emi)
- 1991 - Le più belle canzoni (Wea Records)
- 1992 - Vincerai (Wea Records)
- 1996 - Ancora...zugabe (Wea Records)

### Album dal vivo
- 1984 - The golden orpheus festival '84 (Balkanton)
- 2015 - The very best - Live aus Verona (Universal Music Group)
- 2017 - Magic Reunion Live (Sony Music)

## Videografia
- Una magica notte bianca (1984)
- Autoritratto dalla A alla R (1991)
- L’autoritratto (1991)
- L’America perduta (1993)
- Unser Leben, unsere Familie, unsere Erfolge (1993)
- Una vita emozionale (1996)
- È la mia vita (2019)

## Partecipazioni al Festival di Sanremo
| Edizione                 | Artista                | Brano              | Autore                                                                      | Categoria | Posizione | Premi         | Duettante e/o brano omaggio              |
| ------------------------ | ---------------------- | ------------------ | --------------------------------------------------------------------------- | --------- | --------- | ------------- | ---------------------------------------- |
| Festival di Sanremo 1982 | Al Bano & Romina Power | Felicità           | Cristiano Minellono, Dario Farina & Gino De Stefani                         | Cantanti  | 2         | Secondo posto | -                                        |
| Festival di Sanremo 1984 | Al Bano & Romina Power | Ci sarà            | Cristiano Minellono & Dario Farina                                          | Campioni  | 1         | Primo posto   | -                                        |
| Festival di Sanremo 1987 | Al Bano & Romina Power | Nostalgia canaglia | Vito Pallavicini, Albano Carrisi, Romina Power, Willy Molco & Vito Mercurio | Campioni  | 3         | Terzo posto   | -                                        |
| Festival di Sanremo 1989 | Al Bano & Romina Power | Cara terra mia     | Vito Pallavicini, Albano Carrisi & Romina Power                             | Campioni  | 3         | Terzo posto   | -                                        |
| Festival di Sanremo 1991 | Al Bano & Romina Power | Oggi sposi         | Depsa & Giuseppe Andreetto                                                  | Campioni  | 8         | -             | Tyrone Power Jr (abbinamento fuori gara) |